# 2018 au Turkménistan
Cette page concerne des événements qui se sont produits durant l'année 2018 du calendrier grégorien au Turkménistan.

## Événements

### mars
- 25 mars : Élections législatives turkmènes.

### novembre
- 1er au 10 novembre : Les championnats du monde d'haltérophilie ont lieu à Achgabat.

## Décès
- 3 janvier : Medeniyet Shahberdiyeva (en), chanteur d'opéra.
- 27 avril : Maya Kuliyeva, soprano lyrique et actrice.